# Serjoscha (Tjoscha)
Die Serjoscha (russisch Серёжа) ist ein 196 km langer rechter Nebenfluss der Tjoscha in der russischen Oblast Nischni Nowgorod.

## Verlauf
Die Serjoscha entspringt 10 km nördlich von Perewos. Sie fließt in überwiegend westlicher Richtung. Die Orte Kriuscha und Tschernucha liegen am Flusslauf. Schließlich mündet die Serjoscha 25 km östlich von Murom in die Tjoscha, 44 km oberhalb deren Mündung in die Oka.
Die Serjoscha entwässert ein 2730 km² großes Areal. Am Ober- und Mittellauf der Serjoscha befinden sich Karsterscheinungen. Die Serjoscha wird hauptsächlich von der Schneeschmelze gespeist. In den Monaten April und Mai führt sie Hochwasser. Der mittlere Abfluss 71 km oberhalb der Mündung beträgt 2,4 m³/s.
Zwischen November / Anfang Dezember bis April ist der Fluss eisbedeckt.